# دهستان خاوه جنوبی
خاوه جنوبی، دهستانی از توابع شهرستان دلفان در استان لرستان ایران است.مردم این منطقه از قوم لک و ایل کولیوند می‌باشند.
مرکز این دهستان شهربرخوردار است.

## جمعیت
براساس سرشماری سال ۱۳۸۵ جمعیت آن ۱۲٬۴۱۹ نفر (۲٬۸۱۲ خانوار) بوده‌است.

## موقعیت
...